# Beavis and Butthead (videojuego)
Beavis and Butthead es un videojuego de aventura, acción y puzle basado en la serie Beavis and Butthead. Fue desarrollado por Viacom. Se hicieron distintas versiones de videojuego.

## Trama
Super Nintendo: Beavis y Butthead se enteran de un nuevo concierto de GWAR y deciden ir sin pagar nada cruzando las calles, la secundaria, el hospital y el turbo mall 2000. Al final de cada nivel, tendrán que luchar con distintos personajes.
Sega: Beavis y Butthead compran dos boletos para el concierto de GWAR pero Tom Anderson se los rompe en pedazos esparciéndolos por todo el pueblo. Beavis y Butthead intentarán juntarlos pasando por varios lugares del pueblo.
- Datos: Q2016278